# Gennady Andreyevich Zyuganov
Gennady Andreyevich Zyuganov hay Guennady Ziuganov (tiếng Nga: Генна́дий Андре́евич Зюга́нов) (sinh ngày 26 tháng 6 năm 1944) là một chính trị gia Nga, Tổng Thư ký Đảng Cộng sản Liên bang Nga (từ năm 1993), Chủ tịch Liên minh các Đảng Cộng sản - Đảng Cộng sản Liên Xô (UCP-CPSU) (từ năm 2001), Phó Chủ tịch Duma Quốc gia (từ năm 1995), và là một thành viên của Nghị viện Hội đồng châu Âu (từ năm 1996).

## Tuổi trẻ
Zyuganov sinh tại Mymrino, một làng nông nghiệp tại Oryol Oblast, phía nam Moskva. Ông và cha ông đều là giáo viên và ông cũng theo nghiệp gia đình: sau khi tốt nghiệp cấp ba, ông ở lại làm việc tại trường với cương vị giáo viên vật lý năm 1961.
Năm 1962, ông chuyển lên làm việc tại Khoa Vật lý và Toán học thuộc Viện Sư phạm Oryol. Từ năm 1963 đến năm 1966, ông phục vụ trong bộ phận tình báo Phóng xạ, Hoá học và Sinh học của Hồng Quân. Zyuganov gia nhập Đảng Cộng sản năm 1966.
Ông quay lại học trường cao đẳng sư phạm năm 1966. Ông hơn hầu hết các thành viên khác trong lớp ba tuổi, lại đã là một đảng viên—một danh hiệu được nể trọng—và là một vận động viên được nhiều người biết trong trường. Ngay khi trở về, ông cưới Nadezhda. Ông hoàn thành khoá học năm 1969.

## Làm việc trong Đảng
Zyuganov dạy toán nhưng nhanh chóng chuyển sang làm việc trong đảng bộ vùng Oryol, bắt đầu từ năm 1967. Ông trở thành Bí thư thứ nhất đoàn thanh niên Komsomol địa phương và là lãnh đạo ý thức hệ và tuyên truyền của vùng. Ông trở thành một chính trị gia nổi bật trong vùng. Ngoài rất nhiều công việc, Zyuganov còn tổ chức các bữa tiệc và những buổi khiêu vũ với tư cách lãnh đạo Komsomol địa phương và tiếp tục thăng tiến qua các chức vụ của mạng lưới to lớn của Đảng Cộng sản. Zyuganov trở thành Bí thư thứ hai, nhân vật số hai, của đảng tại Oryol.
Ông trở thành thành viên của ngôi trường nổi tiếng của đảng tại Moscow, Viện Khoa học Xã hội năm 1978, hoàn thành doctor nauk, một bằng cấp sau tiến sĩ, năm 1980. Sau đó ông quay trở lại Oryol để trở thành lãnh đạo ý thức hệ và tuyên truyền của đảng tại đây cho tới năm 1983. Năm 1983, ông được trao một chức vụ cao tại Moscow với cương vị giáo viên khoa tuyên truyền của Đảng Cộng sản.
Zyuganov trở thành người đứng đầu phe chỉ trích các kế hoạch cải tổ và công khai của Mikhail Gorbachev tại khoa Tuyên truyền cổ động (sau này là khoa ý thức hệ), nơi phản đối cải cách. Khi đảng bắt đầu tan rã hồi cuối thập niên 1980, Zyuganov sát cánh với những người theo đường lối cứng rắn chống cải cách sẽ dẫn tới sự chấm dứt quyền lực của Đảng cộng sản Liên Xô và sự sụp đổ của Liên bang Xô viết.

## Lãnh đạo Đảng Cộng sản Liên bang Nga
Zyuganov đã viết trên nhiều tờ báo có ảnh hưởng đầu thập niên 1990 chỉ trích Yeltsin và kêu gọi một sự quay trở lại với chủ nghĩa xã hội trong những ngày sau khi Gorbachev phải ra đi. Khi Đảng Cộng sản Liên Xô rơi vào tình trạng xáo trộn, Zyuganov đã góp phần vào sự thành lập Đảng Cộng sản Liên bang Nga (CPRF) mới, và trở thành một trong bảy thư ký của nhóm Uỷ viên Trung ương mới vào năm 1993 trở thành chủ tịch Uỷ ban này. Những nhà quan sát bên ngoài đã rất ngạc nhiên trước sự tiếp tục tồn tại của Đảng Cộng sản của Zyuganov trong thời hậu Xô viết.
Nhanh chóng nổi lên trở thành nhà lãnh đạo phe đối lập thời hậu Xô viết, Zyuganov cho rằng sự tụt dốc của các điều kiện sống của người dân gắn liền với sự tan rã của chủ nghĩa xã hội Xô viết. Quyền lực kinh tế vẫn được tập trung trong tay của một nhóm nhỏ dân cư, tội ác gia tăng, và các nhóm sắc tộc trên toàn nước Nga tổ chức các chiến dịch của riêng mình, thỉnh thoảng mang tính bạo lực, để giành lấy quyền tự quyết. Vì thế, nhiều người Nga nóng lòng muốn quay trở lại với thời chủ nghĩa xã hội, với một chính phủ trung ương hùng mạnh đảm bảo an sinh xã hội và kinh tế cho người dân. Những người Nga bị bóc lột và gánh chịu hậu quả bởi chủ nghĩa tư bản mới xuất hiện trở thành những người ủng hộ Zyuganov: công nhân, viên chức, một số thợ chuyên môn, và, trên tất cả, là những người già. Zyuganov đã thành công trong việc kết hợp các ý tưởng cộng sản với chủ nghĩa quốc gia mới của Nga, Đảng Cộng sản Liên bang Nga của ông bắt tay với nhiều lực lượng cánh tả và cánh hữu theo chủ nghĩa quốc gia khác, tạo thành một 'liên minh yêu nước.'
Trong cuộc bầu cử quốc hội năm 1995, Đảng Cộng sản mới hồi sinh của Liên bang Nga đã thành công lớn, khi lãnh đạo của họ, Gennady Zyuganov, trở thành một đối thủ lớn của Tổng thống Boris Yeltsin. Zyuganov bước vào cuộc Bầu cử Tổng thống Nga năm 1996, với tư cách nhà lãnh đạo của Đảng Cộng sản. Sử dụng chủ nghĩa quốc gia Nga, ông tấn công sự thâm nhập của những ý tưởng phương tây vào xã hội Nga và vẽ ra hình ảnh một nước Nga vĩ đại đã mất bởi những kẻ phản bội từ bên trong móc ngoặc với giới tư bản bên ngoài tìm cách tiêu diệt quyền lực Xô viết nhằm khai thác những nguồn tài nguyên vô tận của Nga.
Trong cuộc bầu cử ngày 16 tháng 6, Zyuganov đứng thứ hai với 32%, chỉ sau Yeltsin, người có được 35% phiếu bầu. Zyuganov chuẩn bị cho cuộc bầu cử vòng hai ngày 3 tháng 7 với sự tự tin lớn. Ông đưa ra một chiến dịch công kích tập trung vào tình trạng sức khoẻ kém cỏi của vị tổng thống đương nhiệm và hứa hẹn đưa nước Nga trở về với những ngày vinh quang thời Xô viết. Tuy nhiên, Yeltsin đã không ngừng khai thác các ưu thế của một tổng thống đương nhiệm, với sự hỗ trợ mạnh về tài chính; nhờ thế đã giành được sự ủng hộ của nhiều đảng nhỏ cũng như của Alexander Lebed và giành thắng lợi cuối cùng trong cuộc đấu.
Các nhà quan sát chính trị cho rằng Zyuganov vẫn là một lực lượng chính trị cần được tính đến trên chính trường Nga, và nhiệm vụ tiếp theo của ông là biến Đảng cộng sản trở thành một phe đối lập mạnh. Nhưng sau cuộc Bầu cử Nghị viện tháng 12 năm 1999, số lượng ghế của những người Cộng sản trong Duma đã giảm sút. Sự ủng hộ dành cho những người Cộng sản bắt đầu giảm sút, trong bối cảnh chính phủ được ủng hộ rộng rãi sau cuộc tấn công vào Chechnya tháng 12 năm 1999 và sự trỗi dậy của vị thủ tướng mới của Yeltsin, Vladimir Vladimirovich Putin, người được cho là người kế thừa đã được chọn lựa của Yeltsin. Hơn nữa, sự ủng hộ dành cho Đảng Cộng sản cũng bị ảnh hưởng khi Yeltsin rời khỏi đời sống chính trị
Vì thế, không ai ngạc nhiên khi Zyuganov về thứ hai với một khoảng cách lớn sau Vladimir Putin trong cuộc bầu cử tổng thống tháng 3 năm 2000. Năm 2004, Zyuganov thậm chí không ra tranh cử chống lại Putin, người đã được tái đắc cử với thắng lợi lớn.
Zyuganov cũng là Chủ tịch của Liên minh các Đảng Cộng sản - Đảng cộng sản Liên Xô (СКП — КПСС) từ năm 2001, thay thế Oleg Semyonovich Shenin.

## Chiến dịch tranh cử Tổng thống Nga năm 2008
Tháng 10 năm 2005, Zyuganov tuyên bố ông sẽ ra tranh cử trong cuộc bầu cử Tổng thống năm 2008, trở thành người thứ hai công khai cuộc chạy đua vào Kremlin sau cựu Thủ tướng Mikhail Kasyanov. Ông đã hứa hẹn sẽ "tăng gấp bốn lần tiền trợ cấp và lương bổng quốc gia," theo một bài báo, nếu ông trúng cử.
Tháng 1 năm 2008 Zyuganov đã thách Dmitry Medvedev, người kế tục được Putin lựa chọn, tham gia vào một cuộc tranh luận trên truyền hình, tuy nhiên, nhóm của Medvedev đã từ chối tham gia với lý do không có thời gian. Trong cuộc bầu cử này ông giành được gần 20% phiếu bầu, dù ông đã tuyên bố sẽ đưa kết quả ra trước toà án.
Trong cuộc bẩu cử Tổng thống ngày 2 tháng 3 năm 2008, Zyuganov giành được ít nhất 17.76% phiếu bầu, đứng thứ hai sau Dmitry Medvedev với 70.23%.
Vào ngày sinh nhật lần thứ 65 của Zyuganov (tháng 6/2009), thủ tướng Putin tặng ông một món quà: phiên bản tiếng Nga của Tuyên ngôn Đảng Cộng sản xuất bản lần đầu tiên ở Liên Xô.